# Jubiabá de Jorge Amado
Jubiabá de Jorge Amado é um romance gráfico criado pelo desenhista Spacca. O livro é baseado na obra homônima de Jorge Amado e foi lançado em 2009 pela editora Quadrinhos na Cia. A história do livro fala sobre a vida de Antônio Balduíno, menino pobre nascido no morro do Capa-Negro, em Salvador. O livro ganhou o Troféu HQ Mix em 2010 de "melhor adaptação para os quadrinhos".